# 카자흐스탄 철도

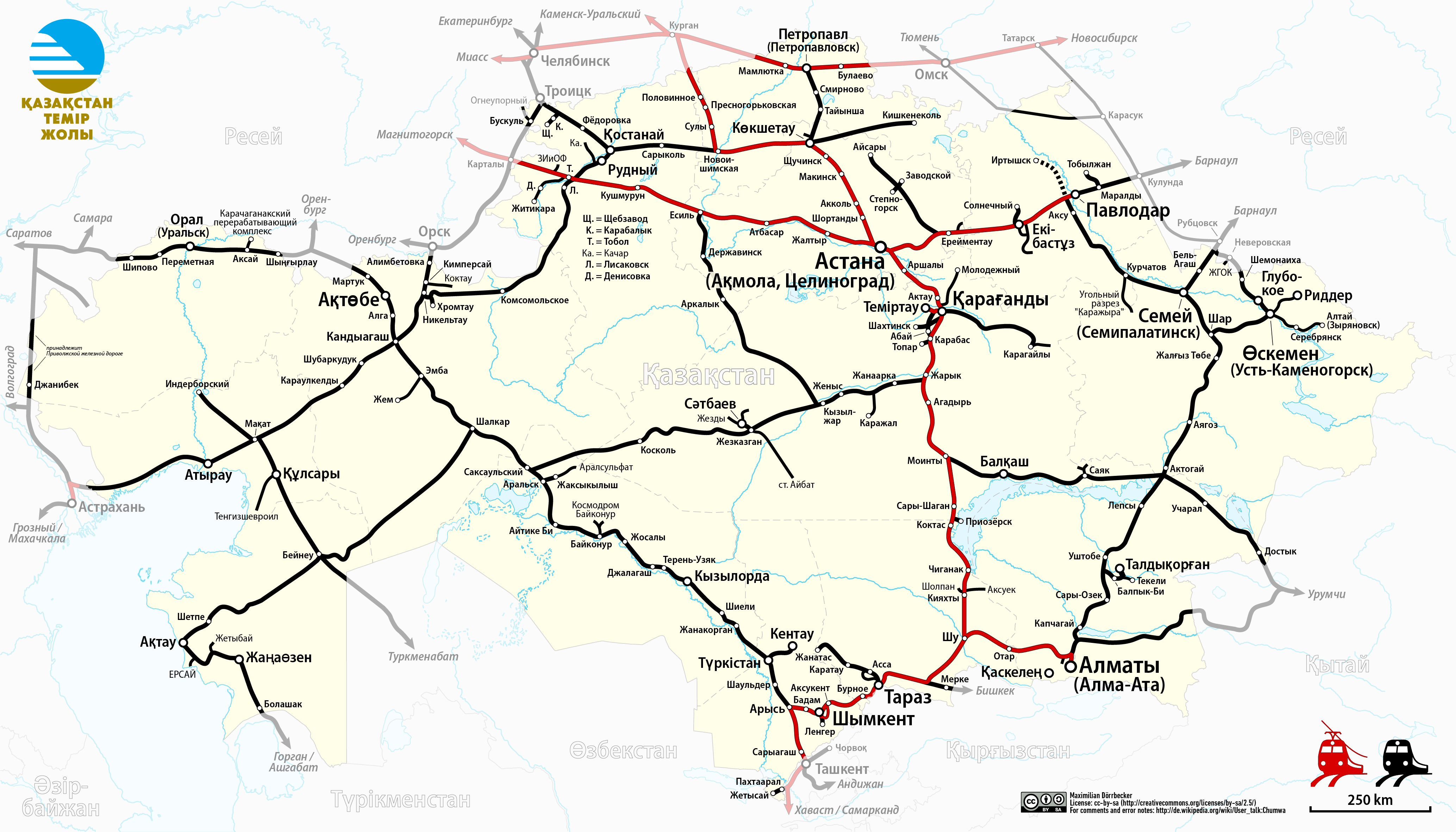
철도망

카자흐스탄 철도(Қазақстан Темір Жолы, Kazakhstan Temir Joly, QTJ)는 카자흐스탄의 국유 철도 기업이다.

## 조직
2002년 조인트 주식회사로서 정부에 의해 설립되었으며 업무는 카자흐스탄의 철도 교통을 개발하고 운영하고 유지보수하는 것이다. 본사는 아스타나에 위치해 있다.

## 철도망
현재의 철도망은 소련의 유산에 기반을 두며 러시아 궤간은 1,520mm에 이른다.

## 운영
카자흐스탄의 최대 고용주이며 직원 수는 2020년 기준으로 119,071명이다. 카자흐스탄의 인구 중 약 1%가 고용된 셈이다. 47,800개의 화물칸, 1,700개의 기관차, 2,300개의 승객차량을 관리한다.

## 철도 차량

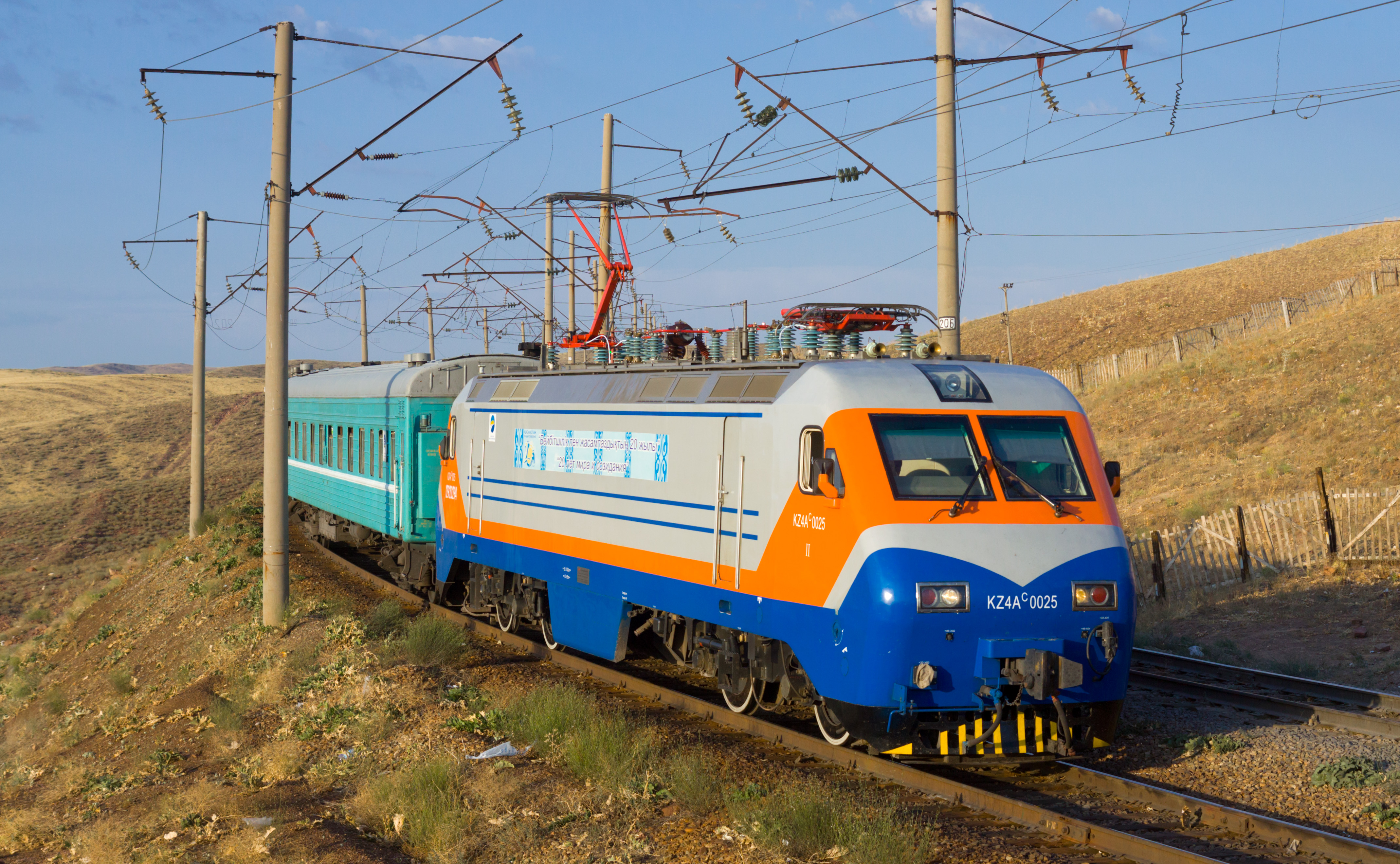
KZ4A
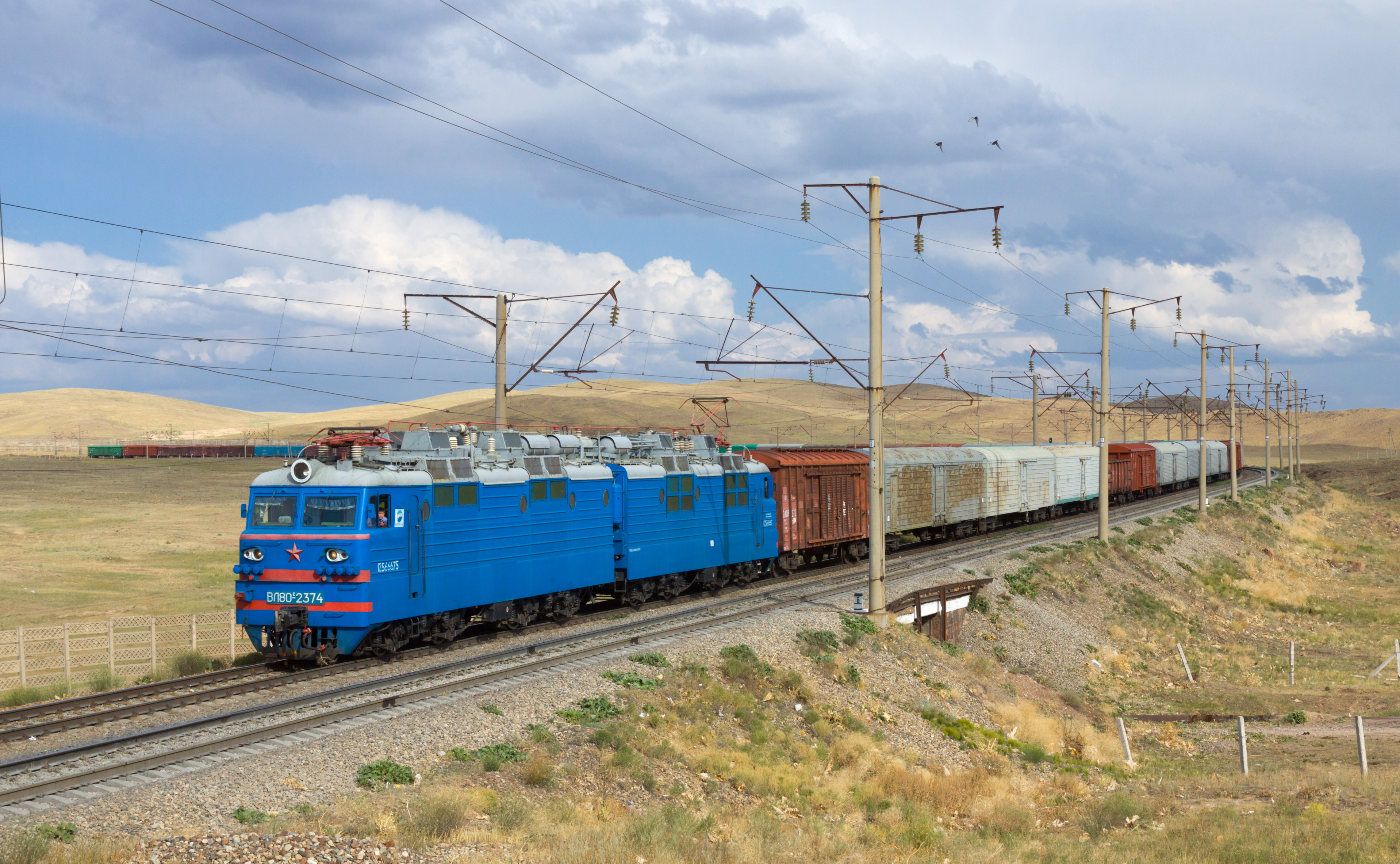
VL80
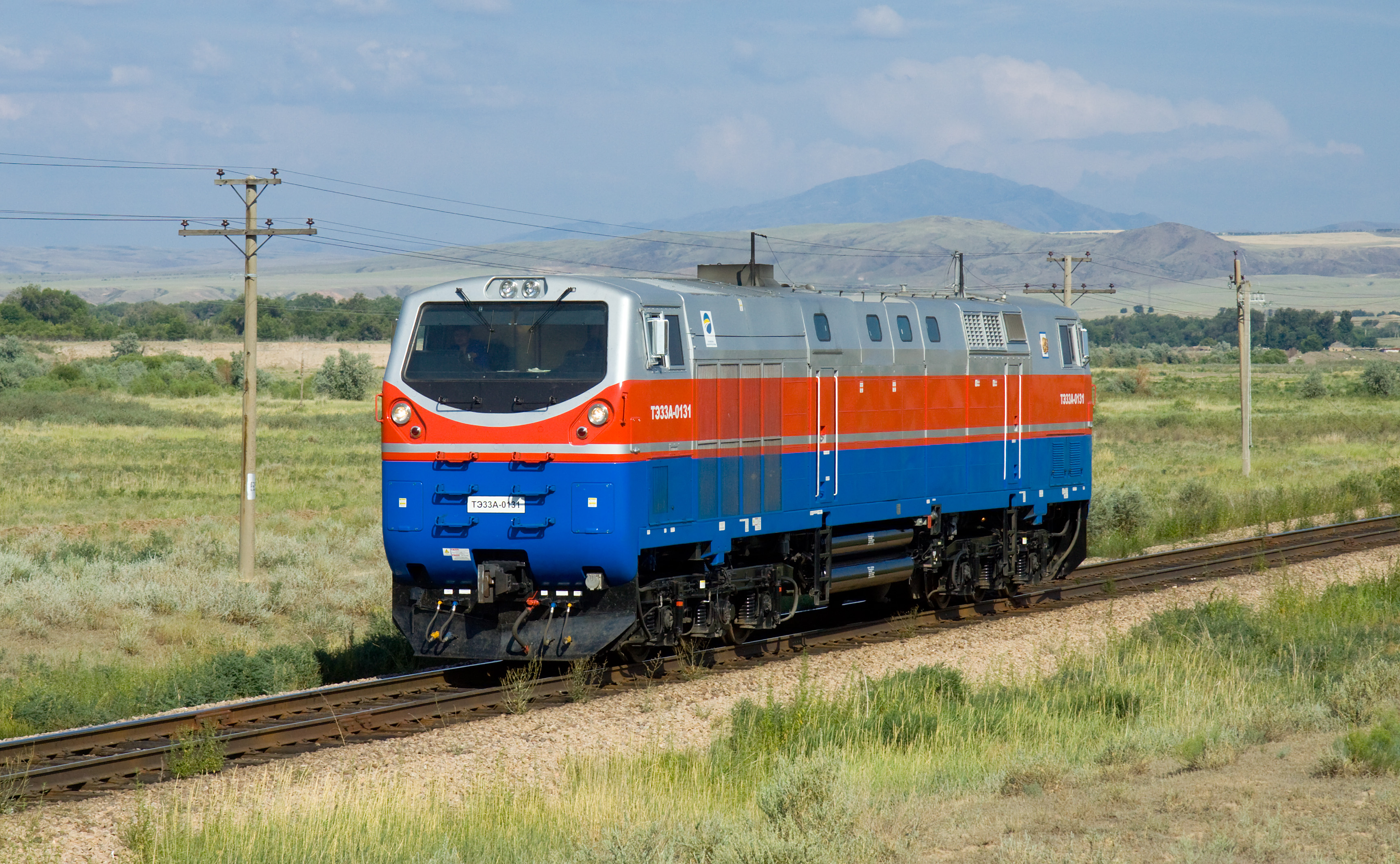
TE33A "GE Evolution"
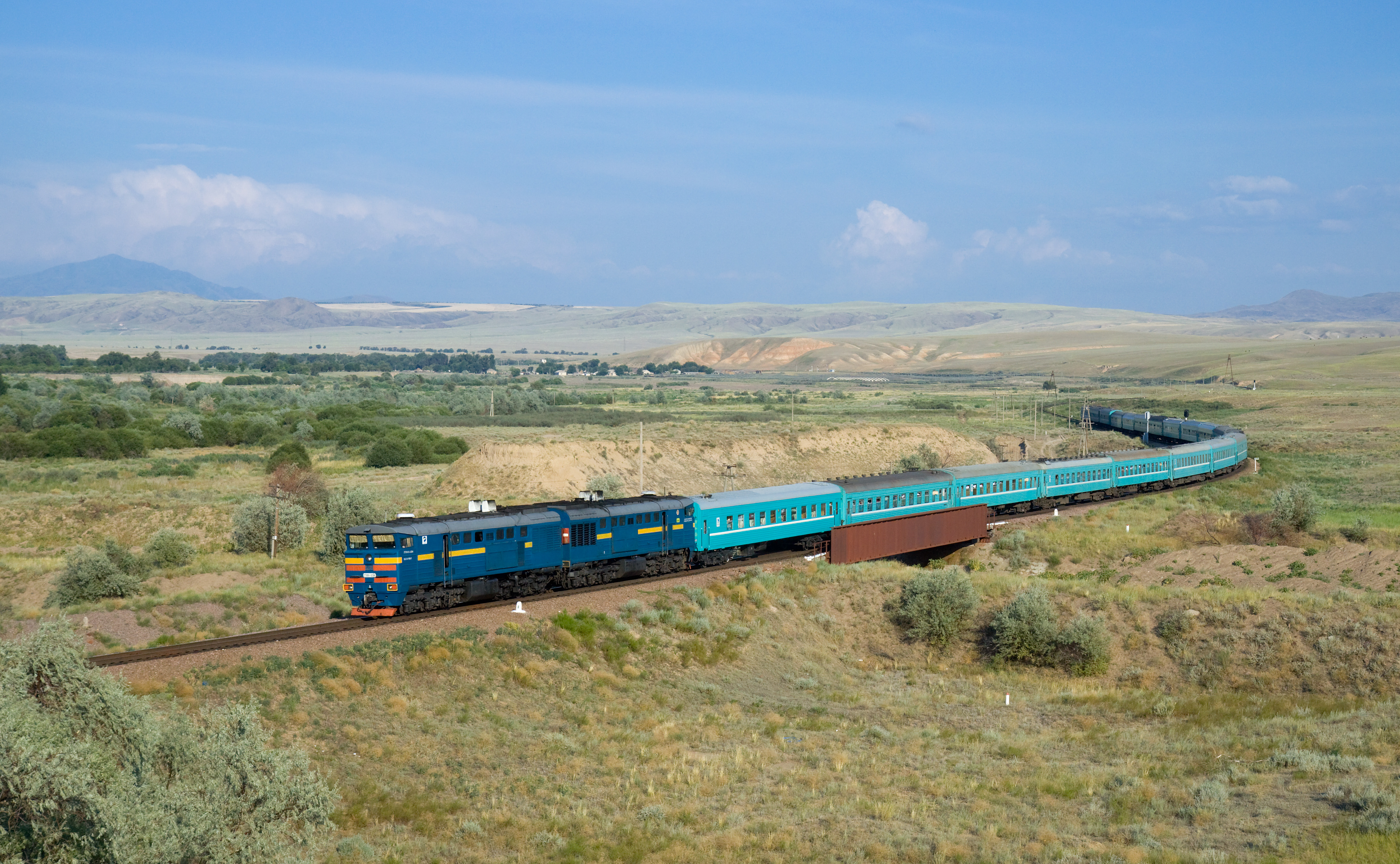
2TE10U with train 22 Kyzylorda – Semey
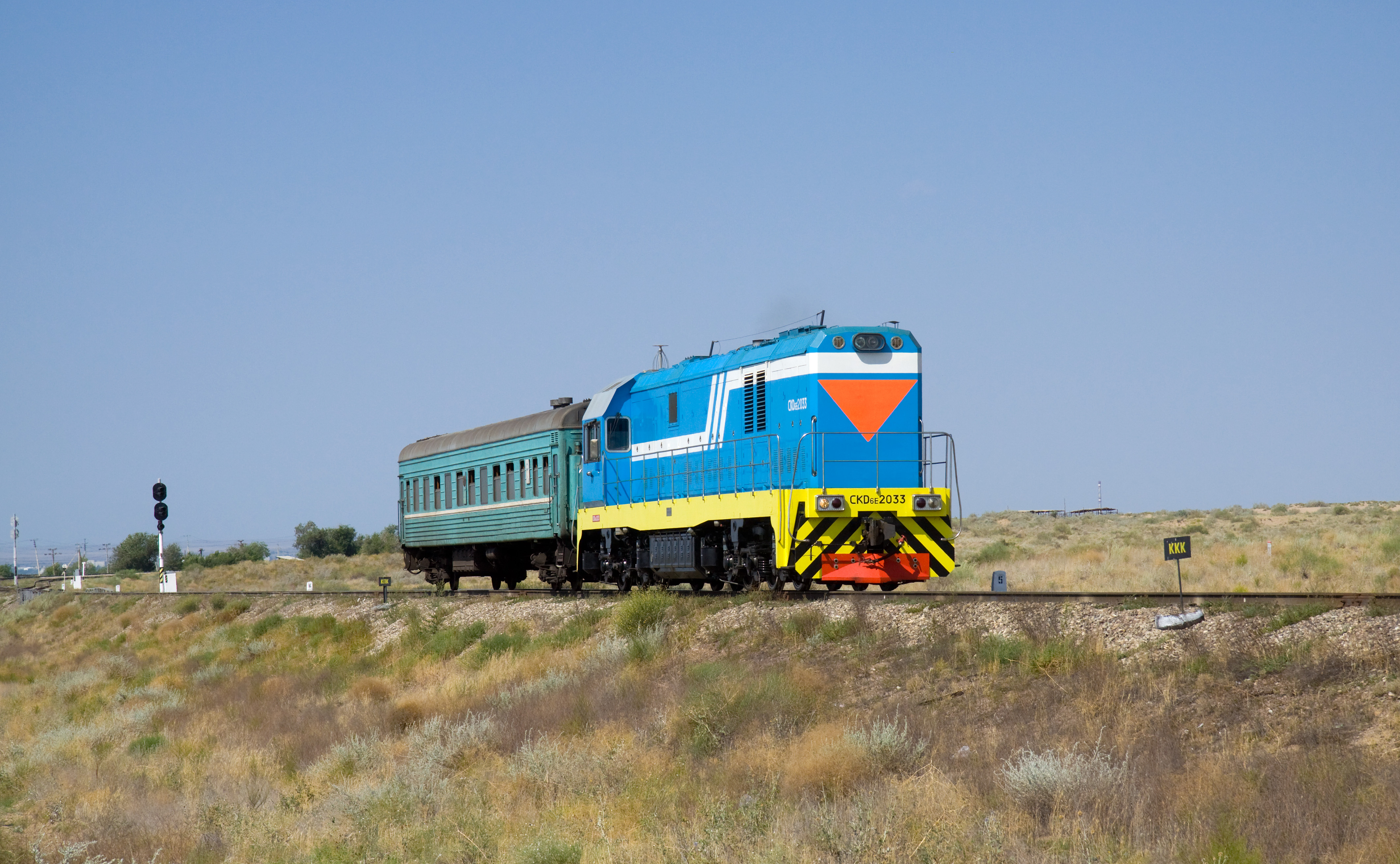
CKD6E
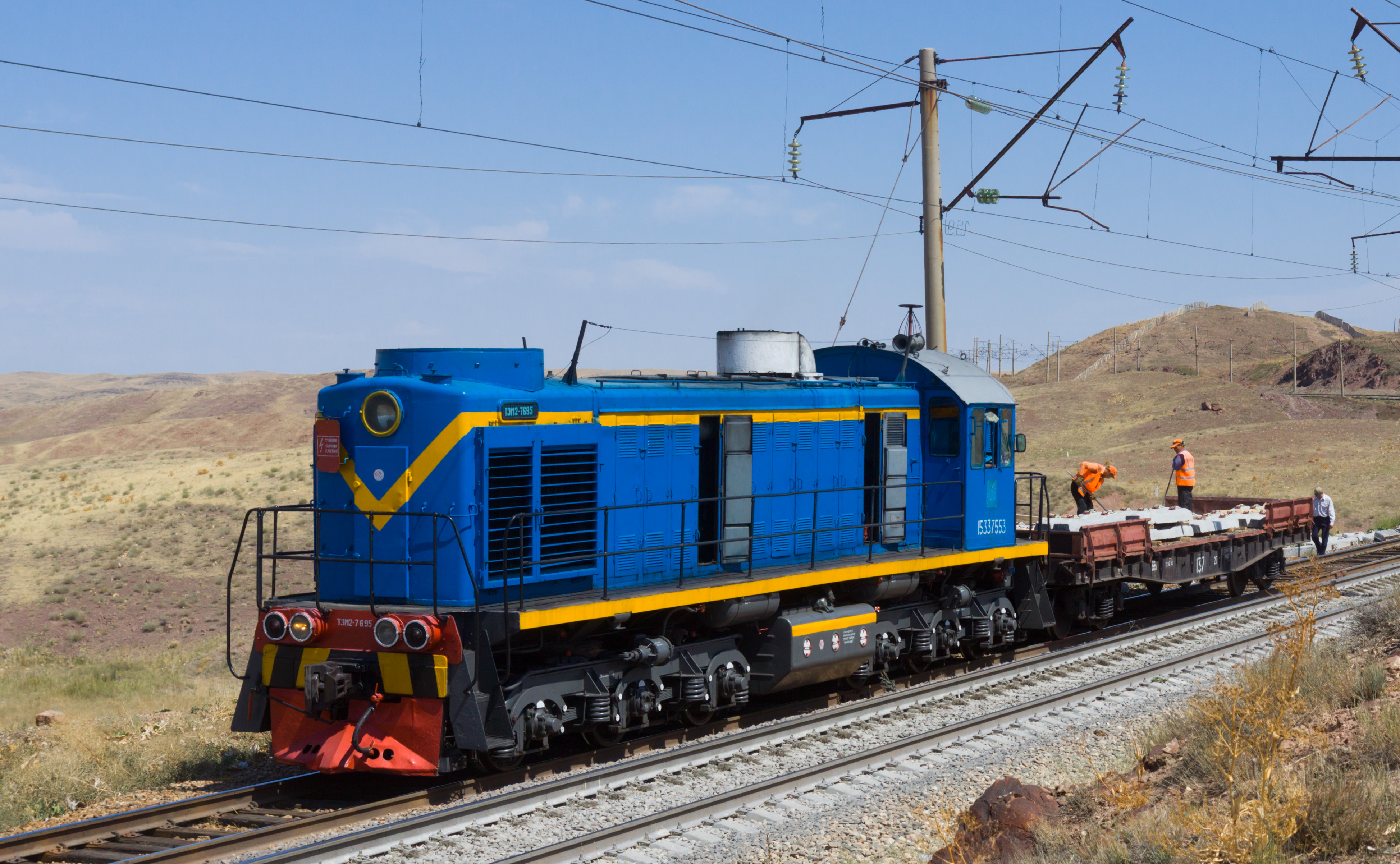
TEM2 "Tamara"

## 같이 보기
- 카자흐스탄의 교통